# Callanish
Callanish (em gaélico escocês:  Calanais) é uma vila no oeste da Ilha de Lewis, nas ilhas Hébridas, Escócia (latitude= 58.20 e longitude= -6.74).
Calanais é um local do Callanish Stones, uma configuração em forma de cruz de erigido por volta de 2000 AC, um dos mais espetaculares monumentos megalíticos da Escócia. Possui um moderno centro de visitas que fornece informações sobre o principal círculo e vários outros monumentos menores que estão próximos. 

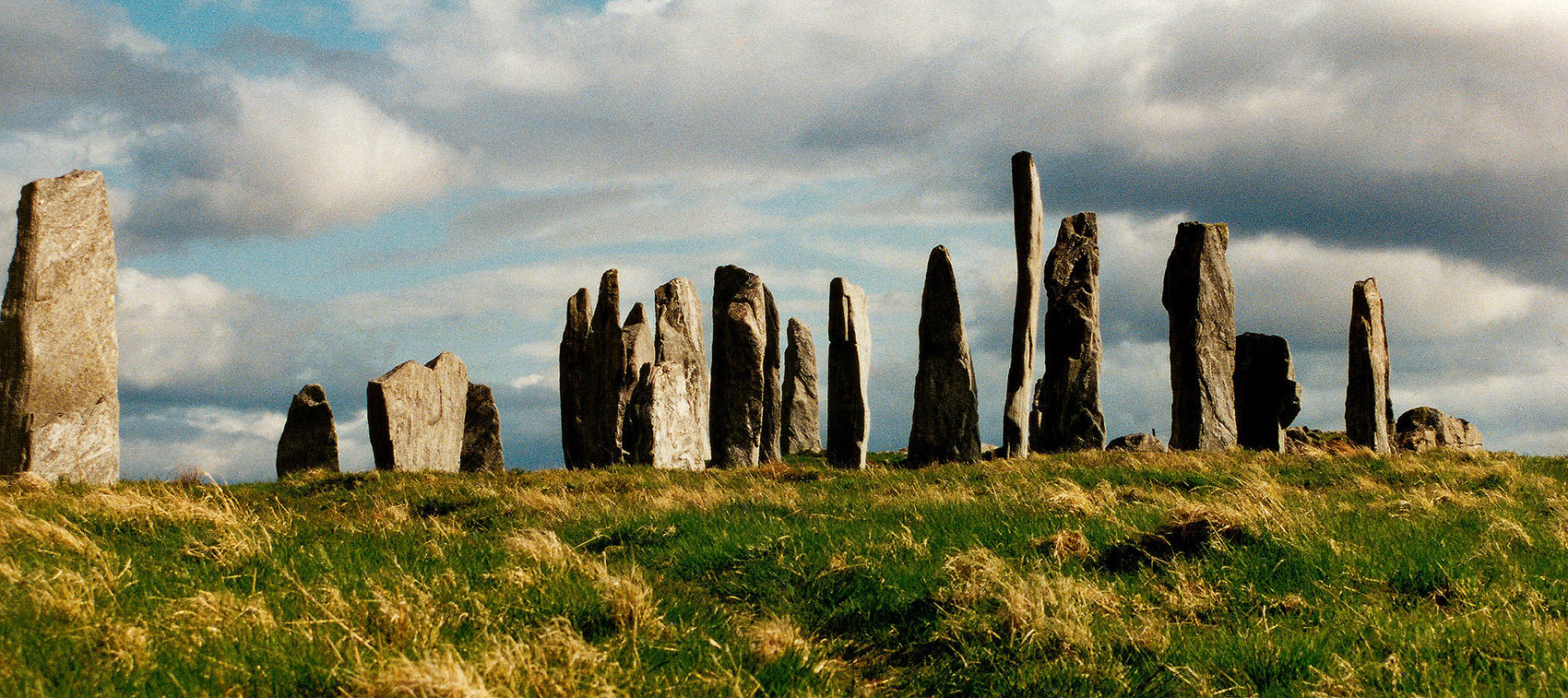
Círculo de pedra de Callanish, nas ilhas Hébridas